# Кривая доза-эффект

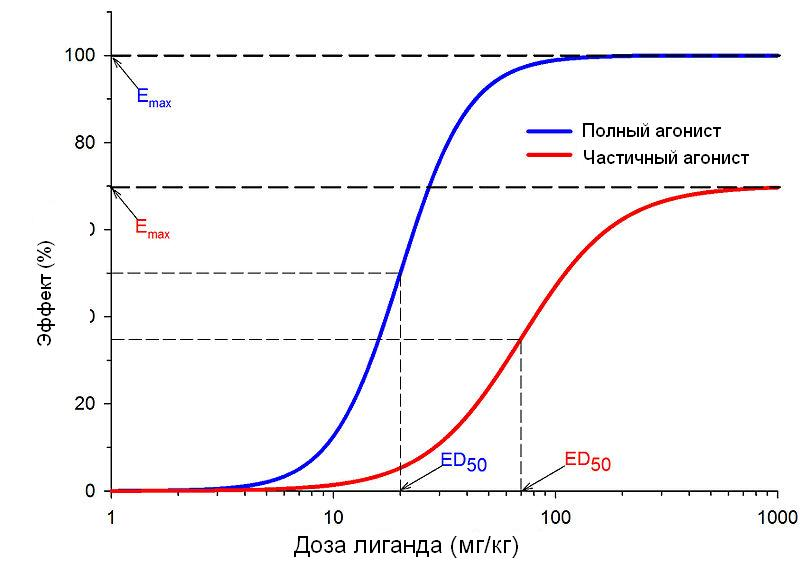
Кривые доза-эффект для лигандов с разной активностью, сгенерированные согласно уравнению Хилла. Полный и частичный агонист имеют разные величины ED_{50}, Е_{max} и коэффициента Хилла (определяет наклон кривой).

Кривая доза-эффект (или концентрация-эффект) описывает изменение влияния некоторого лиганда на биологический объект в зависимости от концентрации этого лиганда. Такая кривая может строиться как для индивидуальных клеток или организмов (когда небольшие дозы или концентрации вызывают слабый эффект, а большие — сильный: градуированная кривая) или популяций (в таком случае подсчитывают, у которого процента особей некоторая концентрация или доза лиганда вызывает эффект: корпускулярная кривая).
Изучение зависимости доза-эффект и построение соответствующих моделей является основным элементом для определения интервала терапевтических и безопасных доз и / или концентраций лекарств или других химических веществ, с которыми сталкивается человек или другой биологический объект.
Основными параметрами, которые определяются при построении моделей, является максимальный возможный эффект (Еmax) и доза (концентрация), что вызывает полумаксимальный эффект (ED50 и EC50, соответственно).
При проведении такого типа исследований надо иметь в виду, что форма зависимости доза-эффект обычно зависит от времени экспонирования биологического объекта к действию исследуемого вещества (ингаляция, прием с пищей, попадания на кожу, и т. д.), поэтому количественная оценка эффекта в случае разного времени экспонирования и различных путей попадания лиганда в организм чаще всего приводит к разным результатам. Таким образом, в экспериментальном исследовании эти параметры должны быть унифицированными.

## Свойства кривой
Кривая доза-эффект — это двумерный график, показывающий зависимость реакции биологического объекта от величины стресс-фактора (концентрация токсичного вещества или загрязнителя, температура, интенсивность облучения, и т. д..). Под «реакцией» исследователь может иметь в виду физиологический или биохимический процесс, или даже уровень смертности; следовательно, единицами измерения могут быть количество особей (в случае смертности), упорядоченные описательные категории (например, степень повреждений), либо физические или химические единицы (величина кровяного давления, активность фермента). Обычно в клиническом исследовании изучаются несколько эффектов на разных организационных уровнях объекта исследования (клеточный, тканевый, организменный, популяционный).
При построении кривой доза исследованного вещества или его концентрация (обычно в миллиграммах или граммах на килограмм массы тела, или в миллиграммах на кубический метр воздуха при ингаляционном внесении) обычно откладывается по оси абсцисс, а величина эффекта — по оси ординат. В некоторых случаях (обычно при большом промежутке доз между минимальным эффектом можно зарегистрировать, и максимальным возможным эффектом) на оси ординат используется логарифмичная шкала (такой вариант построения еще называют «полулогарифмические координаты»). Чаще всего кривая доза-эффект имеет сигмоидную форму и описывается уравнением Хилла, что особенно наглядно проявляется в полулогарифмических координатах.
Статистический анализ кривой обычно выполняется методами статистической регрессии, таким как пробит-анализ, логит-анализ, или методом Спирмена-Кербера. При этом моделям, в которых используется нелинейная аппроксимация, обычно предпочитают сравнению с линейными или линеаризованными, даже если эмпирическая зависимость выглядит линейной на исследованном интервале: это делается исходя из того, что в абсолютном большинстве зависимостей доза-эффект механизмы развития эффекта являются нелинейными, но распределение экспериментальных данных может выглядеть линейным при некоторых специфических обстоятельствах и / или некоторых интервалах доз.
Также довольно частым приемом анализа кривой доза-эффект является её аппроксимация уравнением Хилла для определения степени кооперативности эффекта.